# Ácido amifonélico
O ácido amifonélico (AFA; WIN 25,978) é um composto químico utilizado em pesquisas clínicas que age como estimulante dopaminérgico e possui propriedades antibióticas.

## História
As propriedades estimulantes do ácido amifonélico foram descobertas acidentalmente durante o desenvolvimento do antibiótico ácido nalidíxico, pela farmacêutica americana Sterling-Winthrop. Além de atuar como antibiótico, descobriu-se que alguns derivados do ácido nalidíxico possuem efeitos estimulantes ou depressores no sistema nervoso central (SNC). Os pesquisadores da Sterling-Winthrop descobriram que o AFA tinha uma potência e um índice terapêutico maior do que a cocaína ou anfetamina e, portanto, a droga foi selecionada para um estudo mais aprofundado. Um pequeno número de ensaios clínicos foi realizado na década de 1970, mas quando se descobriu que o AFA exacerbava os sintomas psicóticos em pacientes esquizofrênicos e produzia propriedades estimulantes indesejáveis em pessoas de idade avançada com depressão, a avaliação clínica do AFA foi descontinuada.
No entanto, o AFA ainda é uma ferramenta farmacológica amplamente utilizada em estudos do sistema de recompensa do cérebro, vias de dopamina e o transportador de dopamina (DAT). Desde 2013, o AFA é vendido no mercado cinza e existem vários relatos que detalham seu uso recreativo.

## Farmacologia
Em estudos, mostrou ser um inibidor da recaptação de dopamina (IRD) potente e altamente seletivo em preparações de cérebro de rato. Um estudo encontrou uma meia-vida moderadamente longa de aproximadamente 12 horas e uma potência dopaminérgica de aproximadamente 50 vezes a do metilfenidato (Ritalina) em preparações de cérebro de rato.
Apesar da falta de atividade direta na serotonina, ratos tratados com doses subcrônicas de ácido amifonélico apresentaram diminuições subsequentes na serotonina (5HT) e em seu principal metabólito, o 5HIAA [en] . O ácido amifonélico não apresenta atividade clinicamente significativa nos receptores de noradrenalina.
Apesar de seu mecanismo de ação diferente, o ácido amifonélico é 1,5 vezes mais potente que a dextroanfetamina . O ácido amifonélico também atua como neuroprotetor em relação a danos em neurônios dopaminérgicos provocados por metanfetamina. O AFA também aumenta os efeitos dos antipsicóticos haloperidol, trifluoperazina e espiperona.
Em relação ao potencial como antibiótico em teste de sensibilidade aos antimicrobianos, quando avaliado por microdiluição em caldo, a concentração inibitória mínima (CIM) do AFA para Escherichia coli é de 125 μg/mL, aproximadamente trinta vezes maior do que a CIM do ácido nalidíxico testado na mesma cepa de E. coli.